# سفر در زمان (فیلم)
سفر در زمان (ایتالیایی: Tempo di Viaggio) یک فیلم بلند مستند ۶۳ دقیقه‌ای است که روایتی از مسافرت در ایتالیا توسط کارگردان روسی آندری تارکوفسکی همراه با نویسندهٔ فیلم‌نامهٔ ایتالیایی تونینو گوئرا به منظور آماده‌سازی مراحل ساخت فیلم نوستالژیا است. علاوه بر آماده‌سازی ساخت فیلم نوستالژیا مکالمات تارکوفسکی و گوئرا طیف مضوعات گسترده‌ای را پوشش می‌دهد، از جمله فیلم ساختن یا نساختن. نکتهٔ قابل توجه این که تارکوفسکی فلسفهٔ فیلم‌سازی خود را بیان می‌کند، و فیلم‌های ساخته‌شده توسط دیگران از جمله روبر برسون، ژان ویگو، میکلآنجلو آنتونیونی، فدریکو فلینی و اینگمار برگمن را تحسین می‌کند.
این فیلم در بخش نوعی نگاه در جشنواره فیلم کن سال ۱۹۹۵نمایش داده‌شد.

## فیلم‌های مستند مشابه
این فیلم تنها فیلم مستند در مورد آندری تارکوفسکی است که توسط خود او کارگردانی شده‌است، اگر چه چند ده فیلم مستند دیگر در مورد او تولید شده‌است. مهم‌ترین آن‌ها عبارت اند از یک روز در زندگی آندره آرسنوویچ به کارگردانی کریس مارکر، مرثیهٔ مسکو به کارگردانی الکساندر سوکوروف، «فراخوان» به کارگردانی پسر تارکوفسکی، Regi Andrej Tarkovskij (به کارگردانی آندری تارکوفسکی) به کارگردانی Michal Leszczylowski تدوینگر فیلم ایثار. تارکوفسکی همچنین در بسیاری از مستندها، دربارهٔ تاریخ سینما یا مهارت و هنر فیلم‌سازی مطالبی بیان کرده‌است.